# Ильина, Ольга Алексеевна
О́льга Алексе́евна Ильина́ (укр. Ольга Олексіївна Ільїна; 10 июля 1937, Киев — 21 мая 2014, Черновцы) — советская и украинская театральная актриса, народная артистка Украины (1998).

## Биография
Ольга Алексеевна Ильина родилась 10 июля 1937 года в Киеве. В 1954—1959 годах училась в Киевском театральном институте им. Карпенко-Карого (педагоги Константин Степанков и Пётр Сергиенко). Работала в Черновицком областном украинском музыкально-драматическом театре имени Ольги Кобылянской. Одновременно заочно училась в Черновицком государственном университете на факультете иностранных языков, который закончила в 1974 году.
В 1975—1977 годах была актрисой Театра-студии киноактёра киностудии «Молдова-фильм», а в 1977—1981 годах работала на киностудии. После этого вернулась в Черновицкий областной украинский музыкально-драматический театр, где играла до 1999 года, стала ведущей актрисой, сыграла около 100 ролей, работала в качестве режиссёра, поставила ряд спектаклей по произведениям украинских и зарубежных драматургов. В 1996—2001 годах работала режиссёром народного театра оперетты Черновицкого областного театра учителя.
Умерла 21 мая 2014 года после продолжительной болезни.

## Награды и премии
- Заслуженная артистка Украинской ССР (1972).
- Народная артистка Украины (1998).
- Премия имени М. Заньковецкой.
- Лауреат Международных фестивалей украинской песни и поэзии «Срібна земля» (1996) и «Воля-97» (1997).

## Работы в театре

### Театр-студия киноактёра «Молдова-фильм»
- «Любовь, джаз и чёрт» Ю. Грушаса — Беатриче
- «Ночь после выпуска» В. Тендрякова — завуч
- «Фантазии Фарятьева» А. Соколовой — Саша

### Черновицкий музыкально-драматический театр
- «Вестсайдская история» А. Лорентса, Л. Бернстайна — Анита

## Фильмография
1. 1973 — Дума про любовь (телеспектакль)
2. 1977 — Когда рядом мужчина (Молдова-фильм) — эпизод (нет в титрах)
3. 1977 — Корень жизни (Молдова-фильм) — Семенчук